# 沃多拉兹杰利诺耶村委员会
沃多拉兹杰利诺耶村委员会（俄语：Водораздельненский сельсовет）是俄罗斯联邦阿穆尔州谢雷舍沃区所属的一个村委员会。其下辖有2个居民点，行政中心为沃多拉兹杰利诺耶。据2016年统计，该村委员会的人口为296人。